# Złota jedenastka

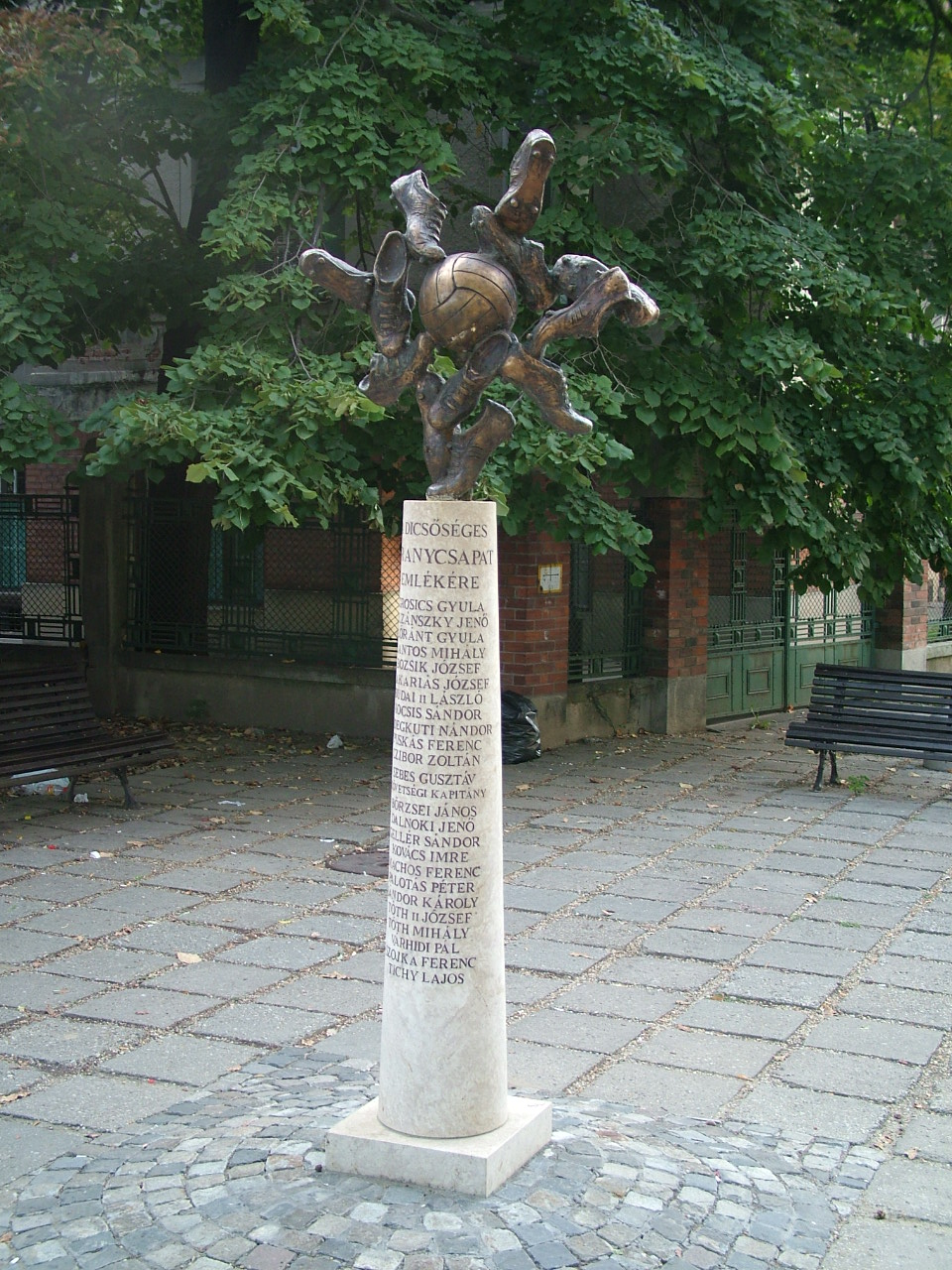
Złota jedenastka (rzeźba Márton Kalmára w Szegedzie)

Złota jedenastka (węg. Aranycsapat) – określenie nadane reprezentacji Węgier w piłce nożnej z okresu 1950–1954, trenowanej przez Gusztavá Sebesa.
Drużyna ta od 14 maja 1950 do meczu finałowego mistrzostw świata 1954 z reprezentacją RFN w dniu 4 lipca 1954 nie poniosła porażki w 32 kolejnych meczach. W tym czasie zdobyła złoty medal na turnieju olimpijskim 1952 w Helsinkach oraz wicemistrzostwo świata 1954 w Szwajcarii. Jej najsłynniejszym meczem było zwycięstwo 6:3 nad reprezentacją Anglii odniesione 25 listopada 1953 na stadionie Wembley w Londynie.
W skład Złotej jedenastki wchodzili: Grosics, Buzánszky, Lóránt, Lantos, Bozsik, Zakariás, Budai, Kocsis, Hidegkuti, Puskás (kapitan), Czibor.

## Igrzyska Olimpijskie 1952
W 1952 roku reprezentacja Węgier wystąpiła na turnieju olimpijskim 1952 w Helsinkach. W rundzie wstępnej drużyna pokonała reprezentację Rumunii 2:1, a następnie odnosiły zwycięstwa z reprezentacją Włoch 3:0, reprezentacją Turcji 7:1, reprezentacją Szwecji 6:0 oraz dnia 2 sierpnia 1952 roku w finale z reprezentacją Jugosławii 2:0, dzięki czemu reprezentacja Węgier po raz pierwszy w historii sięgnęła po złoty medal igrzysk olimpijskich.
Po triumfie w Helsinkach francuscy dziennikarze nadali reprezentacji Węgier nazwę „Złota jedenastka”, gdyż sukces ten przypadł w momencie, gdy reprezentacja Węgier już od dwóch lat był niepokonana. Okrzyknięto ich najwspanialszą drużyną w historii piłkarskich turniejów olimpijskich. W Helsinkach Złota jedenastka grała w swym najmocniejszym składzie: Gyula Grosics, Jenő Buzánszky, Gyula Lóránt, Mihály Lantos, József Bozsik, József Zakariás, László Budai, Sándor Kocsis, Nándor Hidegkuti, Ferenc Puskás (kapitan), Zoltán Czibor.

## Mecz Anglia – Węgry (1953)
Dnia 25 listopada 1953 roku na stadionie Wembley w Londynie, odbył się mecz towarzyski pomiędzy reprezentacją Węgier a reprezentacją Anglii. Złota jedenastka, która zagrała w rewolucyjnym ustawieniu 2-3-3-2 (Nándor Hidegkuti jako cofniętym napastnik), wygrała ten mecz aż 6:3 po hat-tricku Nándor Hidegkutiego, dwóch bramkach Ferenca Puskása i Józsefa Bozsika, będąc tym samym pierwszą drużyną spoza Wysp Brytyjskich, która pokonała reprezentację Anglii na stadionie Wembley. Bramki dla reprezentacji Anglii zdobyli: Jackie Sewell, Stan Mortensen i Alf Ramsey.

## Mecz Węgry – Anglia 7:1
Dnia 23 maja 1954 roku w Budapeszcie przed mistrzostwami świata 1954 w Szwajcarii, reprezentacja Węgier ponownie pokonały reprezentację Anglii tym razem 7:1, co stanowi najwyższą porażkę w historii reprezentacji Anglii

## Mistrzostwa Świata 1954

### Faza grupowa i pucharowa
Reprezentacja Węgier pojechała na mistrzostwa świata 1954 do Szwajcarii jako faworyt do zdobycia mistrzostwa. W eliminacjach ich rywalem miała być reprezentacja Polski, jednak ta wycofała się z eliminacji, w związku z czym Złota jedenastka wygrała je walkowerem. Pierwsze mecze Złota jedenastka w fazie grupowej wygrała bardzo wysoko: 9:0 z reprezentacją Korei Południowej i 8:3 z reprezentacją RFN.
W meczu ćwierćfinałowym z reprezentacją Brazylii, w którym reprezentacja Węgier musiała sobie radzić bez kontuzjowanego Ferenca Puskása pokonała Canarinhos 4:2 po dwóch bramkach Sándora Kocsisa oraz po jednej bramce Nándora Hidegkutiego i Mihály'ego Lantosa. Mecz ten ze względu bardzo ostrą i brutalną grę obu reprezentacji, w którym angielski sędzia Arthur Ellis usunął z boiska aż trzech piłkarzy, brytyjscy dziennikarze określili Bitwą pod Bernem. W meczu półfinałowym „Złota jedenastka” wygrała z reprezentacją Urugwaju 4:2 po dwóch bramkach Sándora Kocsisa oraz po jednej bramce Nándora Hidegkutiego i Zoltána Czibora.

### Finał
Dnia 4 lipca 1954 roku na Wankdorfstadion w Bernie, reprezentacja Węgier z Ferencem Puskásem w składzie w finale spotkała się z reprezentacją RFN, którą pokonali w fazie grupowej aż 8:3.
Po ośmiu minutach meczu finałowego Złota jedenastka po bramkach Ferenca Puskása i Zoltána Czibora prowadziła już 2:0. Jednak drużyna przeciwna w ciągu dziesięciu minut zdołała wyrównać na 2:2 po bramkach Maxa Morlocka i Helmuta Rahna.
W drugiej połowie meczu Złota jedenastka ponownie zdobyła przewagę, jednak Ferenc Puskás, Zoltán Czibor, Sándor Kocsis, Nándor Hidegkuti i Mihály Tóth zmarnowali swoje sytuacje do zdobycia bramki, a następne próby zdobycia gola uniemożliwiała znakomita gra obrońców reprezentacji RFN.
W 84. minucie Hans Schäfer podał główką do Helmuta Rahna, który zdobył bramkę dla reprezentacji RFN na 3:2, a następnie strzał „nie do obrony” Zoltána Czibora został obroniony przez bramkarza Toniego Turka.
W 87. minucie Ferenc Puskás trafił do bramki przeciwników na 3:3, jednak angielski sędzia William King, nie uznał gola sądząc, że Ferenc Puskás znajdował się na pozycji spalonej.
Mecz zakończył się wynikiem 3:2 dla reprezentacji RFN, którzy zostali sensacyjnie mistrzami świata, gdyż nie dawano im szans na wyjście z grupy, a co dopiero na wygranie tego turnieju. Reprezentacja RFN przerwała również niesamowitą passę Złotej jedenastki, która w latach 1950-1954 rozegrała wszystkie 32 mecze bez porażki, ze względu na co ten mecz później został nazwany Cudem w Bernie.

## Upadek „Złotej jedenastki”
Wicemistrzostwo świata było dla reprezentacji Węgier porażką. Po mistrzostwach świata 1954 kibice odwrócili się od swoich piłkarzy, którzy musieli w nocy, po cichu wracać do swoich domów. Była nawet plotka, że każdy z zawodników dostał od Niemców mercedesa w zamian za oddanie im zwycięstwa w finale. Inaczej zawodników potraktował węgierski rząd, szczególnie Mátyás Rákosi – I sekretarz generalny Węgierskiej Partii Robotniczej, którego zdaniem Złota jedenastka istnieje dzięki komunistycznym rządom na Węgrzech i przywitał reprezentację Węgier w Sándor Palace otwartymi ramionami i podziękował im za waleczną grę podczas Mistrzostw Świata 1954.
Jednak to był początek końca „Złotej Jedenastki”. Wkrótce bramkarz Gyula Grosics został oskarżony o zdradę i szpiegostwo. Został zdyskwalifikowany na półtora roku. Nie pozwolono mu już na grę w Honvedzie Budapeszt i trafił do Tatabánya Bányász.
Dnia 23 października 1956 roku na Węgrzech wybuchło powstanie węgierskie. W wyniku licznych represji w kraju na emigrację udali się: Zoltán Czibor, Sándor Kocsis (obaj FC Barcelona) i Ferenc Puskás do Realu Madryt, a trenerem od kilku miesięcy już nie był Gusztáv Sebes. To był całkowity rozpad „Złotej jedenastki”, a reprezentacja Węgier już nigdy więcej nie nawiązała ponownie do tych wspaniałych czasów.

## Mecze „Złotej jedenastki”
Wyniki meczów reprezentacji Węgier w piłce nożnej pod wodzą Gusztavá Sebesa.
| Lp. | Data       | Miejsce   | Przeciwnik       | Wynik      | Mecz                      | Strzelcy bramek dla Węgrów                           | Widzów  |
| --- | ---------- | --------- | ---------------- | ---------- | ------------------------- | ---------------------------------------------------- | ------- |
| 1.  | 08.05.1949 | Budapeszt | Austria          | 6:1        | Central European Cup      | Puskás (3), Kocsis, Deák (2)                         | 50 000  |
| 2.  | 12.06.1949 | Budapeszt | Włochy           | 1:1        | Central European Cup      | Deák                                                 | 47 000  |
| 3.  | 19.06.1949 | Sztokholm | Szwecja          | 2:2        | Mecz towarzyski           | Kocsis, Budai                                        | 38 000  |
| 4.  | 10.07.1949 | Debreczyn | Polska           | 8:2        | Mecz towarzyski           | Deák (4), Puskás (2), Egresi, Kesthelyi              | 30 000  |
| 5.  | 16.10.1949 | Wiedeń    | Austria          | 4:3        | Mecz towarzyski           | Deák (2), Puskás (2)                                 | 65 000  |
| 6.  | 30.10.1949 | Budapeszt | Bułgaria         | 5:0        | Mecz towarzyski           | Puskás (2), Deák, Budai, Rudas                       | 36 000  |
| 7.  | 20.11.1949 | Budapeszt | Szwecja          | 5:0        | Mecz towarzyski           | Kocsis (3) Puskás, Deák                              | 50 000  |
| 8.  | 30.04.1950 | Budapeszt | Czechosłowacja   | 5:0        | Mecz towarzyski           | Kocsis (2) Puskás (2), Szilágyi                      | 47 000  |
| 9.  | 14.05.1950 | Wiedeń    | Austria          | 3:5        | Mecz towarzyski           | Kocsis, Puskás, Szilágyi                             | 65 000  |
| 10. | 4.06.1950  | Warszawa  | Polska           | 5:2        | Mecz towarzyski           | Puskás (2), Szilágyi (3)                             | 60 000  |
| 11. | 24.09.1950 | Budapeszt | Albania          | 12:0       | Mecz towarzyski           | Puskás (4), Budai (3), Palotás (2), Kocsis (2)       | 38 000  |
| 12. | 29.10.1950 | Budapeszt | Austria          | 4:3        | Mecz towarzyski           | Puskás (2), Szilágyi                                 | 45 000  |
| 13. | 12.11.1950 | Sofia     | Bułgaria         | 1:1        | Mecz towarzyski           | Szilágyi                                             | 35 000  |
| 14. | 27.05.1951 | Budapeszt | Polska           | 6:0        | Mecz towarzyski           | Kocsis (2), Sándor, Puskás (2), Czibor               | 42 000  |
| 15. | 14.10.1951 | Ostrawa   | Czechosłowacja   | 2:1        | Mecz towarzyski           | Kocsis (2)                                           | 45 000  |
| 16. | 18.11.1951 | Budapeszt | Finlandia        | 8:0        | Mecz towarzyski           | Hidegkuti (3), Kocsis (2), Czibor, Puskás (2)        | 40 000  |
| 17. | 18.05.1952 | Budapeszt | NRD              | 5:0        | Mecz towarzyski           | Hidegkuti (2), Szusza, Kocsis, Sándor                | 38 000  |
| 18. | 15.06.1952 | Warszawa  | Polska           | 5:1        | Mecz towarzyski           | Kocsis (2), Puskás (2), Hidegkuti                    | 50 000  |
| 19. | 22.06.1952 | Helsinki  | Finlandia        | 6:1        | Mecz towarzyski           | Puskás (2), Bozsik, Kocsis (3), Palotás              | 25 000  |
| 20. | 15.07.1952 | Turku     | Rumunia          | 2:1        | Igrzyska olimpijskie 1952 | Czibor, Kocsis                                       | 14 000  |
| 21. | 21.07.1952 | Helsinki  | Włochy           | 3:0        | Igrzyska olimpijskie 1952 | Palotás (2), Kocsis                                  | 20 000  |
| 22. | 24.07.1952 | Kotka     | Turcja           | 7:1        | Igrzyska olimpijskie 1952 | Palotás, Kocsis (2), Lantos, Puskás (2), Bozsik      | 20 000  |
| 23. | 28.07.1952 | Helsinki  | Szwecja          | 6:0        | Igrzyska olimpijskie 1952 | Puskás, Palotás, Lindh (sam.), Kocsis (2), Hidegkuti | 35 000  |
| 24. | 2.08.1952  | Helsinki  | Jugosławia       | 2:0        | Igrzyska olimpijskie 1952 | Puskás, Czibor                                       | 60 000  |
| 25. | 20.09.1952 | Berno     | Szwajcaria       | 4:2        | Central European Cup      | Puskás (2), Kocsis, Hidegkuti                        | 35 000  |
| 26. | 19.10.1952 | Budapeszt | Czechosłowacja   | 5:0        | Mecz towarzyski           | Hidegkuti, Egresi, Kocsis (3)                        | 48 000  |
| 27. | 26.04.1953 | Budapeszt | Austria          | 1:1        | Mecz towarzyski           | Czibor                                               | 44 000  |
| 28. | 17.05.1953 | Rzym      | Włochy           | 3:0        | Central European Cup      | Hidegkuti, Puskás (2)                                | 90 000  |
| 29. | 5.07.1953  | Sztokholm | Szwecja          | 4:2        | Mecz towarzyski           | Puskás, Budai, Kocsis, Hidegkuti                     | 40 000  |
| 30. | 4.10.1953  | Sofia     | Bułgaria         | 1:1        | Mecz towarzyski           | Szilágyi                                             | 45 000  |
| 31. | 4.10.1953  | Praga     | Czechosłowacja   | 5:1        | Mecz towarzyski           | Csordás (2), Hidegkuti, M.Tóth, Puskás               | 50 000  |
| 32. | 11.10.1953 | Wiedeń    | Austria          | 3:2        | Mecz towarzyski           | Csordás, Hidegkuti (2)                               | 65 000  |
| 33. | 15.11.1953 | Budapeszt | Szwecja          | 2:2        | Mecz towarzyski           | Palotás, Czibor                                      | 80 000  |
| 34. | 25.11.1953 | Londyn    | Anglia           | 6:3        | Mecz towarzyski           | Hidegkuti (3), Puskás (2), Bozsik                    | 105 000 |
| 35. | 12.02.1954 | Kair      | Egipt            | 3:0        | Mecz towarzyski           | Puskás (2), Hidegkuti                                | 28 000  |
| 36. | 11.04.1954 | Wiedeń    | Austria          | 1:0        | Mecz towarzyski           | Happel (sam.)                                        | 65 000  |
| 37. | 23.05.1954 | Budapeszt | Anglia           | 7:1        | Mecz towarzyski           | Lantos, Puskás (2), Kocsis (2), M.Tóth, Hidegkuti    | 92 000  |
| 38. | 17.06.1954 | Zurych    | Korea Południowa | 9:0        | Mundial 1954              | Puskás (2), Lantos, Kocsis (3), Czibor, Palotás (2)  | 15 000  |
| 39. | 20.06.1954 | Bazylea   | RFN              | 8:3        | Mundial 1954              | Kocsis (4), Puskás, Hidegkuti (2), J.Tóth            | 53 000  |
| 40. | 27.06.1954 | Berno     | Brazylia         | 4:2        | Mundial 1954              | Hidegkuti, Kocsis (2), Lantos                        | 60 000  |
| 41. | 30.06.1954 | Lozanna   | Urugwaj          | 4:2 (p.d.) | Mundial 1954              | Czibor, Hidegkuti, Kocsis (2)                        | 50 000  |
| 42. | 4.07.1954  | Berno     | RFN              | 2:3        | Mundial 1954              | Puskás, Czibor                                       | 65 000  |
| 43. | 19.09.1954 | Budapeszt | Rumunia          | 5:1        | Mecz towarzyski           | Kocsis (2), Hidegkuti (2), Budai                     | 93 000  |
| 44. | 19.09.1954 | Moskwa    | ZSRR             | 1:1        | Mecz towarzyski           | Kocsis                                               | 85 000  |
| 45. | 10.10.1954 | Budapeszt | Szwajcaria       | 3:0        | Mecz towarzyski           | Kocsis (2), Bozsik                                   | 94 000  |
| 46. | 24.10.1954 | Budapeszt | Czechosłowacja   | 4:1        | Mecz towarzyski           | Kocsis (3), Sándor                                   | 93 000  |
| 47. | 14.11.1954 | Budapeszt | Austria          | 4:1        | Mecz towarzyski           | Kocsis, Czibor, Sándor, Palotás                      | 94 000  |
| 48. | 8.12.1954  | Glasgow   | Szkocja          | 4:2        | Mecz towarzyski           | Kocsis, Hidegkuti, Bozsik, Sándor                    | 134 000 |
| 49. | 24.04.1955 | Wiedeń    | Austria          | 2:2        | Central European Cup      | Hidegkuti, Fenyvesi                                  | 65 000  |
| 50. | 8.05.1955  | Oslo      | Norwegia         | 5:0        | Mecz towarzyski           | Puskás, Kocsis, Palotás (2), Tichy                   | 34 000  |
| 51. | 11.05.1955 | Sztokholm | Szwecja          | 7:3        | Mecz towarzyski           | Puskás (2), Kocsis (3), Hidegkuti, Szojka            | 40 000  |
| 52. | 15.05.1955 | Kopenhaga | Dania            | 6:0        | Mecz towarzyski           | Kocsis (2), Sándor (3), Palotás                      | 41 000  |
| 53. | 19.05.1955 | Helsinki  | Finlandia        | 9:1        | Mecz towarzyski           | Palotás (3), Puskás, Tichy (2), Csordás (2), J.Tóth  | 30 000  |
| 54. | 29.05.1955 | Budapeszt | Szkocja          | 3:1        | Mecz towarzyski           | Kocsis, Hidegkuti, Fenyvesi                          | 100 000 |
| 55. | 17.09.1955 | Budapeszt | Szwajcaria       | 5:4        | Central European Cup      | Puskás (2), Kocsis, Machos (2)                       | 45 000  |
| 56. | 25.09.1955 | Budapeszt | ZSRR             | 1:1        | Mecz towarzyski           | Puskás                                               | 103 000 |
| 57. | 2.10.1955  | Praga     | Czechosłowacja   | 3:1        | Central European Cup      | Kocsis, Tichy, Czibor                                | 50 000  |
| 58. | 16.10.1955 | Budapeszt | Austria          | 6:1        | Central European Cup      | Kocsis, Puskás, Czibor, Tichy, J.Tóth                | 104 000 |
| 59. | 13.11.1955 | Budapeszt | Szwecja          | 6:1        | Mecz towarzyski           | Puskás, Tichy, Czibor (2)                            | 90 000  |
| 60. | 27.11.1955 | Budapeszt | Włochy           | 2:0        | Central European Cup      | Puskás, J.Tóth                                       | 103 000 |
| 61. | 3.06.1956  | Bruksela  | Belgia           | 4:5        | Mecz towarzyski           | Puskás, Czibor (2), Budai                            | 75 000  |
| 62. | 23.09.1956 | Moskwa    | ZSRR             | 1:0        | Mecz towarzyski           | Czibor                                               | 105 000 |

Bilans: 62 mecze (50 zwycięstw – 9 remisów – 3 porażki)

## Rekordy i statystyki
- Rekord świata: 42 zwycięstwa, 7 remisów, 1 porażka („Cud w Bernie”). 91% wygranych meczów
- Rekord świata: Liczba meczów bez porażki – 31 meczów (4 czerwca 1950 – 4 lipca 1954)
- Rekord świata: Najdłuższy czas bycia niepokonaną drużyną – 4 lata, 1 miesiąc (4 czerwca 1950 – 4 lipca 1954)
- Rekord świata: Liczba meczów z rzędu ze zdobytym golem – 73 mecze (10 kwietnia 1949 – 16 czerwca 1957)
- Najlepszy duet napastników: Ferenc Puskás i Sándor Kocsis – 159 bramek
- Rekord XX wieku: Najwięcej bramek dla reprezentacji – Ferenc Puskás (84 gole)
- Rekord mistrzostw świata: Najwięcej bramek w jednym turnieju – 27 goli (śr. 5,4 gole na mecz)
- Rekord mistrzostw świata: Największa różnica bramek w jednym turnieju – +17
- Rekord mistrzostw świata: Najlepsza średnia zdobytych bramek przez zawodnika w jednym turnieju – Sándor Kocsis (2,2 gole na mecz)
- Rekord mistrzostw świata: Najwięcej hat-tricków w jednym turnieju – Sándor Kocsis (2 hat-tricki)
- Rekord własny: Najwyższe zwycięstwo – 12:0 z Albanią (23 września 1950)

## Osiągnięcia
- Mistrzostwo olimpijskie: 1952
- Central European Cup: 1953
- Wicemistrzostwo świata: 1954